# Sycze
Sycze (biał. Сычы) – wieś w Polsce położona w województwie podlaskim, w powiecie siemiatyckim, w gminie Nurzec-Stacja.
W latach 1975–1998 miejscowość administracyjnie należała do województwa białostockiego.

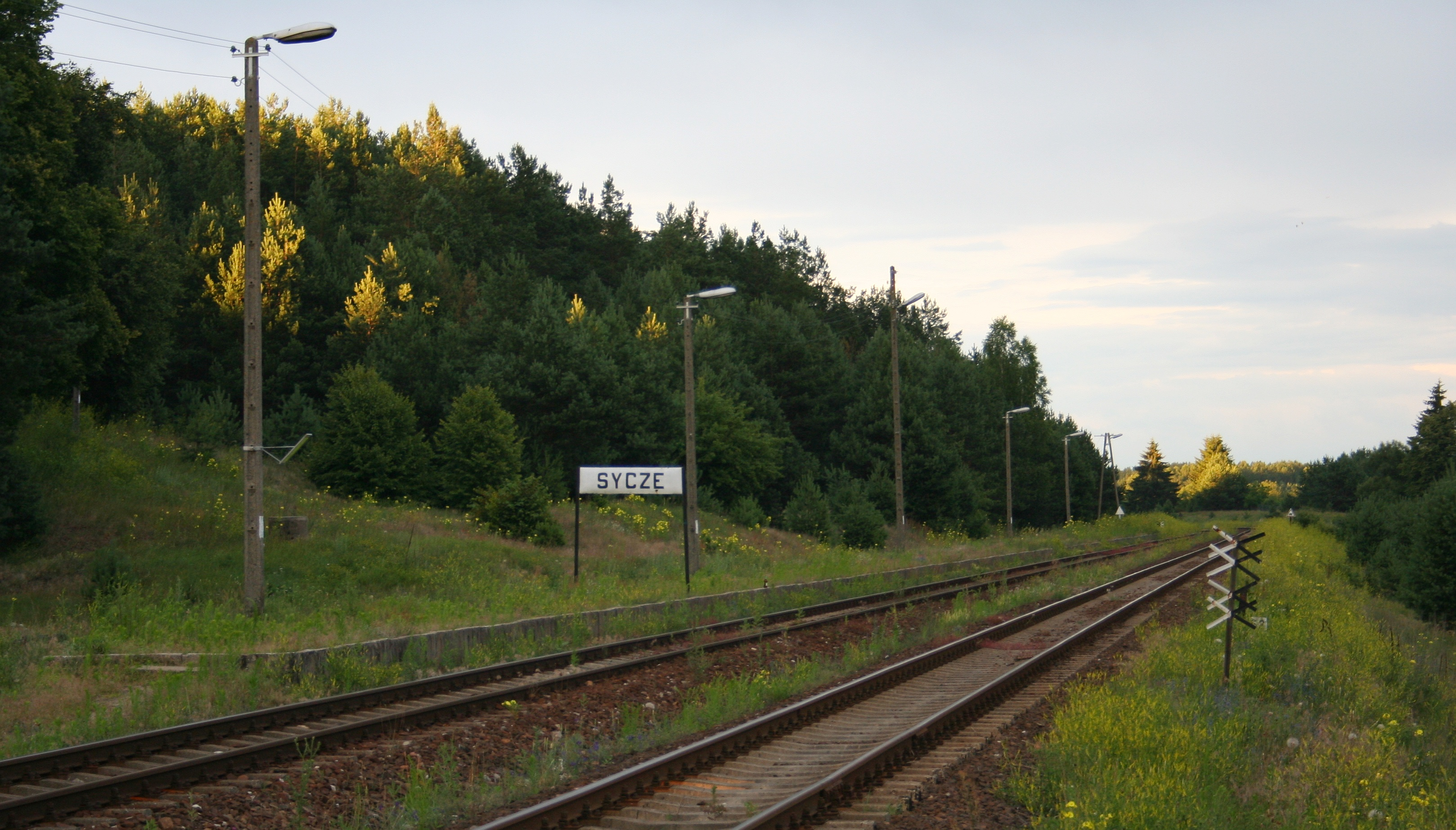
Przystanek kolejowy Sycze

Wieś położona jest nad rzeką Moszczona, na Szlaku Doliny Moszczonej. W miejscowości znajduje się przystanek kolejowy Sycze.

## Historia
Według Pierwszego Powszechnego Spisu Ludności, przeprowadzonego w 1921 roku, Sycze liczyły 24 domostwa i zamieszkiwana była przez 153 osoby (69 kobiet i 84 mężczyzn). Zdecydowana większość mieszkańców miejscowości, w liczbie 133 osoby, zadeklarowała wyznanie prawosławne, zaś pozostałych 20 mieszkańców zgłosiło wyznanie rzymskokatolickie. Podział religijny mieszkańców wsi Sycze pokrywał się z ich strukturą narodowo-etniczną, gdyż 133 osoby podały białoruską przynależność narodową, natomiast pozostałe 8 zadeklarowało polską tożsamość narodową. W owym czasie miejscowość znajdowała się w gminie Radziwiłłówka, powiatu bielskiego.

## Inne
W strukturach administracyjnych Kościoła prawosławnego wieś podlega parafii pw. św. Dymitra w Żerczycach, a wierni kościoła rzymskokatolickiego do parafii Matki Bożej Częstochowskiej w Nurcu-Stacji.